# Burg Wiedelah
Die Burg Wiedelah ist eine mittelalterliche Wasserburg in Wiedelah im Landkreis Goslar in Niedersachsen im Einzugsbereich der Ecker, von der noch eine schlossartige Anlage und der Eckergraben vorhanden sind.

## Geschichte
Aufgrund der strategisch bedeutsamen Lage der Burg wurde in der Forschung zum Teil die Existenz einer älteren Befestigung vermutet, ohne dass eine solche bislang nachgewiesen ist. Zudem lässt die widersprüchliche historische Überlieferung die Existenz zweier Burganlagen in Wiedelah für möglich erscheinen. Denn 1312 werden „curia et castrum Widelah“ vom Domstift zu Hildesheim an das Bistum Halberstadt abgetreten. Diese sind vorher durch die Ritter von Gowische an das Domstift geschenkt worden. Dies lässt sich nicht vereinbaren mit der Nachricht, dass 1341 ein „hus to dem Widenla“ von den Brüdern von der Gowische an den Bischof von Hildesheim verschenkt wurde. Auf diese Anlage bezieht sich wohl auch eine umstrittene chronikale Überlieferung, dass die Burg Wiedelah von 1292 bis 1297 durch die Herren von Gowische aus den Steinen der 1291 abgerissenen Harliburg errichtet wurde.
Die Burg blieb bis zum Ende der Hildesheimer Stiftsfehde 1523 in den Händen der Hildesheimer Bischöfe, wurde aber regelmäßig verpfändet. Zu den Pfandnehmern gehörten auch die Herren von Schwicheldt, die von dort eine Fehde gegen Goslar, Braunschweig und Hildesheim führten. In deren Verlauf wurde die Burg 1427 belagert und erobert. Die Herren von Schwicheldt waren aber schon 1430 wieder im Besitz der Burg und blieben dies bis 1547. Nach 1523 war Herzog Heinrich II. von Braunschweig-Wolfenbüttel neuer Lehnsherr. Die eigentliche Blütezeit der Burg begann 1569, als die Herren von Quitzow hier saßen und die Burg um 1600 zu einem Renaissanceschloss umbauten. Im Dreißigjährigen Krieg wurde das Schloss 1626 durch Wallenstein erobert. Nach dem Westfälischen Frieden nahmen die Bischöfe von Hildesheim die Anlage unter Zahlung einer Abfindung an die Herren von Quitzow wieder in Besitz und richteten dort einen dem Domkapitel unterstellten Amtssitz ein. Nach der Säkularisation 1802 kam die Burg 1815 an das Königreich Hannover und wurde Staatsdomäne.

## Beschreibung

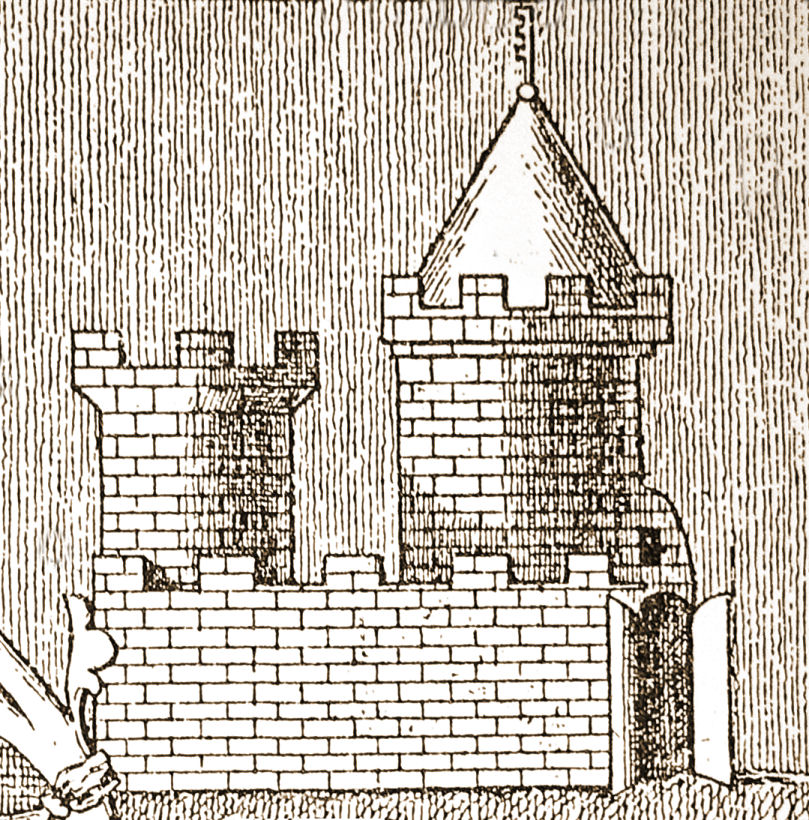
Burg Wiedelah 1363; stilisierte Darstellung auf der Grabplatte Bischof Heinrichs III.

Die von einer Ringmauer von 1,80 m Stärke umgebene Kernburg besitzt eine fast quadratische Form von 38 × 35 m Größe. Von der ursprünglichen Vierflügelanlage ist der Osttrakt abgebrochen worden. In der Mitte des Südflügels steht bündig mit den Mauerfluchten abschließend ein rechteckiger Bergfried von 8 × 9 m Größe bei 3 bis 3,5 m Mauerstärke. Heute ist er auf der Traufhöhe des Südflügels gekappt und liegt mit diesem unter einem Dach. Den östlichen Teil des Südflügels bildet der ehemalige Palas aus dem 14. Jahrhundert. Ursprünglich zweigeschossig angelegt ist er bei dem Um- und Neubau um 1600 auf drei Geschosse erhöht und damit auf gleiche Höhe wie die anderen Flügel gebracht worden. Nordflügel und Westflügel entstanden um 1600 vermutlich unter Verwendung mittelalterlicher Bauteile. Eine überwölbte Toreinfahrt befindet sich im Nordflügel, westlich daneben steht bündig mit der Außenfront ein 30,5 m hoher Wachturm von 5,5 m Seitenlänge. Der die Kernburg umgebende Wassergraben ist heute teilweise verfüllt. Die Wirtschaftsgebäude der Domäne und ehemaligen Vorburg liegen im Osten und Westen der Kernburg. Umgeben ist der Gesamtkomplex durch breite Teiche im Norden, Osten und Westen und einem Bach im Süden.